# Association de l'industrie électrique du Québec
Pour les articles homonymes, voir AIEQ.
 (novembre 2020).
Si vous disposez d'ouvrages ou d'articles de référence ou si vous connaissez des sites web de qualité traitant du thème abordé ici, merci de compléter l'article en donnant les références utiles à sa vérifiabilité et en les liant à la section « Notes et références ».
L'Association de l’industrie électrique du Québec (AIEQ) est un organisme à but non lucratif ayant vocation à représenter l'industrie électrique au Québec. Fondée en 1916 sous le nom Club d’électricité de Montréal, elle prend sa dénomination actuelle en 1998. 